# نهاش أحمر إفريقي
نهاش أحمر أفريقي (الاسم العلمي: Lutjanus agennes) (بالإنجليزية: African red snapper)‏ هو نوع من الأسماك يتبع جنس النهاش من الفصيلة النهاشية.